# Pont Salah Bey
Die Pont Salah Bey (arabisch جسر صالح باي, DMG Ǧisr Ṣāliḥ Bāy), während der Bauzeit Viaduc Trans-Rhumel Constantine genannt, ist eine vierspurige Straßenbrücke in Constantine, Algerien, die die beiden durch die Schlucht des Rhumel getrennten Stadthälften verbindet und sie außerdem unmittelbar an die Umgehungsstraße und an die Ost-West-Autobahn anschließt. 
Die Brücke steht außerhalb der Altstadt etwa 600 m oberhalb (südlich) der Pont Sidi Rached und soll diese entlasten. Außerdem soll sie die Aufrechterhaltung des Verkehrs gewährleisten, wenn die Pont Sidi Rached geschlossen werden muss, da sie seit Jahrzehnten von Bewegungen in dem unstabilen Hang an ihrem östlichen Ende gefährdet und geschädigt wird. Die neue Brücke verbindet die Place de l'ONU auf ihrer westlichen Seite mit dem Gebiet am Chemin forestier am östlichen Ende. In den letzten Jahren sind die Zufahrts- und Verbindungsstraßen des insgesamt 4,3 km Straßen umfassenden Verkehrsprojektes fertig geworden.
Die Schrägseilbrücke hat zwei Pylone mit einem Pfeilerachsabstand von 259 m. Die Pylone bestehen aus je einem in der Mittelachse der Brücke angeordneten Stahlbeton-Pfeiler mit einer Höhe von 60 m bis zur Brückentafel. Das 27 m breite und 756 m lange Brückendeck ist eine Stahlbeton-Hohlkasten-Konstruktion mit aerodynamisch abgerundeter Unterseite. Es wird von den in der Mittelachse der Brücke angeordneten Schrägseilen getragen.
Die Länge der Brücke einschließlich der Zufahrten wird mit 1119 m angegeben. Das gesamte Projekt umfasst 4300 m Straßen einschließlich der Brücke.
Die Brücke wurde konzipiert von Dissing+Weitling in Zusammenarbeit mit COWI und aufgrund einer internationalen Ausschreibung von dem brasilianischen Unternehmen Andrade Gutierrez gebaut. Nach der ursprünglich für 2013 vorgesehenen Fertigstellung wurde die Brücke am 26. Juli 2014 feierlich eröffnet. Dabei erhielt sie den Namen Pont Salah Bey nach dem von 1771 bis 1792 in Constantine regierenden Bey.